# Leos Carax
Leos Carax, właśc. Alex Christophe Dupont (ur. 22 listopada 1960) – francuski reżyser, scenarzysta i krytyk filmowy.

## Życiorys
Urodził się w Suresnes jako syn Joan Osserman-Dupont, amerykańskiej dziennikarki i krytyczki filmowej „International New York Times”, i Georgesa Dupont, francusko-amerykańskiego dziennikarza pracującego dla prasy naukowej. Wraz z rodzicami mieszkał jako dziecko w hipisowskiej komunie, ale nie był tam szczęśliwy. W wieku 13 lat zmienił imię i nazwisko, jego pseudonim artystyczny – LéosCarax – to anagram pochodzący od jego dwóch imion – Alex i Oscar. Można też je odczytać jako L’oscar à X, czyli „Oscara otrzymuje...”.
Jako 17-latek samodzielnie wyjechał do Paryża. W 1970 rozpoczął naukę na VII Paryskim Uniwersytecie i American College w Paryżu realizował krótkometrażowe filmy. Współpracował z kultowym magazynem filmowym „Cahiers du cinéma” pod redakcją Serge’a Daneya i Serge’a Toubiana, gdzie publikował recenzje filmów, a jego pierwszym opublikowanym krytycznym tekstem była pozytywna recenzja reżyserskiego debiutu Sylvestra Stallone Paradise Alley (1978).
W 1977 rozpoczął zdjęcia do swojego pierwszego filmu pt. La fille rêvée, który z powodu niewystarczających środków finansowych i wypadku na planie nie został nigdy dokończony. Pierwszym jego ukończonym filmem był 17–minutowy Strangulation Blues (1980), który ukazywał w pełni poetycką wrażliwość młodego twórcy i został nagrodzony Grand Prix dla krótkiego metrażu na Hyeres Festival w 1981.
Zadebiutował pełnometrażowym filmem Chłopiec spotyka dziewczynę (Boy Meets Girl, 1984), opowieścią o nieszczęśliwej miłości, która stanie się głównym tematem jego kina, w którym erudycyjnie odwołuje się do klasyki spod znaku realizmu poetyckiego, przez kino nieme, francuską nową falę, a kończąc na kinie polskim.

## Filmografia
Filmy
| Rok  | Tytuł                                            |
| ---- | ------------------------------------------------ |
| 1977 | La fille rêvée (film krótkometrażowy)            |
| 1980 | Strangulation Blues (film krótkometrażowy)       |
| 1984 | Chłopiec spotyka dziewczynę (Boy Meets Girl)     |
| 1986 | Zła krew (Mauvais sang)                          |
| 1991 | Kochankowie z Pont-Neu (Les amants du Pont-Neuf) |
| 1997 | Sans titre (film krótkometrażowy)                |
| 1999 | Pola X                                           |
| 2006 | My Last Minute (film krótkometrażowy)            |
| 2008 | Tokyo! – segment pt. Merde                       |
| 2009 | 42 One Dream Rush – segment pt. NakedEyes        |
| 2012 | Holy Motors                                      |
| 2014 | Gradiva (film krótkometrażowy)                   |
| 2021 | Annette                                          |

Teledyski
| Rok  | Tytuł           | Wykonawca   |
| ---- | --------------- | ----------- |
| 2001 | „Crystal”       | New Order   |
| 2004 | „Tout le monde” | Carla Bruni |